# Josef Friedrich Schmidt
Pour les articles homonymes, voir Schmidt.
Josef Friedrich Schmidt, né le 24 novembre 1871 et mort le 28 septembre 1948, est un inventeur allemand de jeux de société. Il a développé le jeu de T'en fais pas connu comme Mensch ärgere Dich nicht entre 1907/1908. Il a fondé la société Schmidt Spiele.